# Финисов, Николай Иванович
Никола́й Ива́нович Фини́сов (24 апреля 1830 — 10 марта 1893, Москва) — русский архитектор и преподаватель, автор гражданских и церковных зданий в Москве и Подмосковье.

## Биография
Учился в Московском дворцовом архитектурном училище, выбыл. Работал у архитектора Ф. Ф. Рихтера. В 1852 году получил от Главного управления путей сообщения и публичных зданий свидетельство вольнопрактикующего архитектора. С 1856 году служил сверхштатным архитектором, помощником начальника 2-го стола искусственного отделения; с 1860 года — помощник архитектора Чертёжной IV Округа путей сообщения и публичных зданий. В 1858 году получил от Императорской Академии художеств звание неклассного художника архитектуры. В 1863 году был назначен чиновником по технической части в канцелярию московского генерал-губернатора. В 1871—1874 годах состоял под судом в связи с обвалом в строящемся доме Алексеева. В 1874 году открыл собственную школу для обучения детей рисованию, черчению и ваянию. Похоронен в Андрониковом монастыре.

## Постройки
- Здание богадельни кн. Н. А. Черкасовой с Храмом в честь Троицы Живоначальной (1858, Москва, Ленинградский проспект, 16, стр. 1), перестроено; выявленный объект культурного наследия[3];
- Церковь Троицы Живоначальной (1863—1873, Москва, с. Ознобишино)[2][4];
- Церковь Георгия Победоносца (1863—1873, с. Игнатьево Раменского района Московской области)[2][5];
- Колокольня (предположительно) церкви Преображения Господня (1866, Шуя, Мельничная улица, 4)[2][6];
- Перестройка церкви Николая Чудотворца, что на Ямах (1867—1878, Москва, Николоямская улица — угол с Николоямским переулком), не сохранилась[2][7];
- Перестройка главного дома городской усадьбы М. Ф. Федорова — А. М. Эрлангера и возведение хозяйственного корпуса (1868, Москва, Малый Кисельный переулок, 4, стр. 1, 2), ценный градоформирующий объект[3];
- Расширение приделов церкви Преображения Господня, что в Спасской (1872, Москва, Большая Спасская улица, на месте д. 15), не сохранилась[2][8];
- Шевалдышевское подворье в Москве (1873, Москва, Никольская улица, 4/5), перестроено; ценный градоформирующий объект[2][3];
- Приют цесаревны Марии на Пресне у Горбатого моста с церковью Троицы Живоначальной, при участии В. В. Шимановского (1880—1883, Москва, Новый Арбат, на месте стилобата д. 36), не сохранились[9][10];
- Северный придел церкви Николая Чудотворца на Щепах (1882, Москва, Первый Смоленский переулок, 20)[2][11];
- Перестройка паперти церкви Девяти мучеников Кизических (1889, Москва, Большой Девятинский переулок, 15)[2];
- Производственный корпус (1880-е, Москва, Садовническая улица, 57, стр. 6)[3];
- Перестройка жилого дома Е. П. Соколовой — Н. М. Кандырина (1892, Москва, Первый Коптельский переулок, 18, стр. 1), выявленный объект культурного наследия[3];
- Часовня у платочно-набивочной фабрики Лабзиных (1892, Павловский Посад), не сохранилась[2][12];
- Участие в сооружении отдельных корпусов ткацкой фабрики «Трёхгорная мануфактура» (кон. XIX в., Москва, Рочдельская улица, 15), выявленный объект культурного наследия[3].